# قشلاق غازلو حاجي يونس
قشلاق غازلو حاجي يونس هي قرية في مقاطعة كليبر، إيران. عدد سكان هذه القرية هو 161 في سنة 2006.